# 29-я стрелковая дивизия (2-го формирования)
29-я стрелковая дивизия — воинское соединение РККА Вооружённых Сил СССР в Великой Отечественной войне

## История
Стрелковая дивизия сформирована 15 декабря 1941 года как 459-я стрелковая дивизия в городе Акмолинск Казахская ССР, из военнообязанных северных областей Казахстана, 22 января 1942 года переименована в 29-ю стрелковую дивизию.
В первых числах апреля 1942 года переброшена в Тульскую область, однако в июле 1942 года в связи с осложнением обстановки на юге страны переброшена на сталинградское направление, 16 июля 1942 года выгрузились из воинских поездов на станции Жутово, 21 июля 1942 года приняла первый бой у станицы Цимлянская, отошла на рубеж реки Аксай, оборонялась там в течение 6 дней, отходила с боями, в течение двух недель держала рубеж у станции Абганерово. В первой декаде августа 1942 года дивизия входила в состав оперативной группы В. И. Чуйкова, созданной с целью обороны левого фланга армии, и осуществила достаточно успешный контрудар на реке Аксай. Особенно тяжёлый бой стрелковое соединение приняло 30 августа 1942 года, будучи рассечённой, потерявшей связь с командованием, частично окружённой. Разрозненные подразделения дивизии к 31 августа 1942 года вышли на южную окраину Сталинграда у Бекетовки. С первых чисел сентября 1942 года вела тяжёлые бои на внутреннем оборонительном обводе Сталинграда. К тому времени в стрелковых полках оставалось всего по одной роте, их поддерживали огнём оставшиеся пять орудий артполка.
20 ноября 1942 года в 14 часов 20 минут дивизия пошла в наступление, участвуя в окружении немецкой группировки под Сталинградом. 10 января 1943 года вновь в наступлении, уже с целью рассечения и уничтожения группировки.
Пополнена также участвовавшими в боях за Сталинград курсантскими полками Винницкого, Грозненского, 1-го и 2-го Краснодарских военных пехотных училищ.
1 марта 1943 года, за мужество и героизм личного состава формирования, проявленные в боях с немецко-фашистскими захватчиками, дивизии было присвоено почётное звание «Гвардейская», и новый войсковой № 72, и она была преобразована в 72-ю гвардейскую стрелковую дивизию.

## Полное наименование
29-я стрелковая дивизия

## В составе
- Среднеазиатский военный округ — на 01.01.1942 года
- Резерв Ставки ВГК — на 01.04.1942 года
- Резерв Ставки ВГК, 1 резервная армия — на 01.07.1942 года.
- Сталинградский фронт, 64-я армия — на 01.10.1942 года.
- Донской фронт, 64-я армия — на 01.01.1943 года.

## Состав
- управление
- 106-й стрелковый полк
- 128-й стрелковый полк
- 299-й стрелковый полк
- 77-й Краснознамённый артиллерийский полк
- 125-й отдельный истребительно-противотанковый дивизион
- 304-я зенитная батарея
- 104-я отдельная мотострелковая разведывательная рота
- 78-й отдельный сапёрный батальон
- отдельный учебный стрелковый батальон
- 124-й отдельный батальон связи
- 58-й отдельный медико-санитарный батальон
- 123-я отдельная рота химический защиты
- 144-я отдельная автотранспортная рота
- 200-я полевая хлебопекарня
- 923-й дивизионный ветеринарный лазарет
- 1704-я полевая почтовая станция
- 1100-я полевая касса Госбанка[1].

## Командный состав дивизии

### Командиры дивизии
- Жабрев, Фёдор Никитич (14.12.1941 — 23.04.1942), полковник;
- Колобутин, Анатолий Иванович (24.04.1942 — 31.10.1942), подполковник, с 27.06.1942 полковник;
- Лосев, Анатолий Иванович (01.11.1942 — 01.03.1943), полковник.
- Киселёв, Андрей Северьянович (28.10.1904 — 09.1942), батальонный комиссар, начальник политотдела 29-й стрелковой дивизии, награждён орденом «Боевого Красного Знамени».

## Воины дивизии
- Михеев, Владимир Михайлович, лейтенант, заместитель по политчасти командира роты автоматчиков 128-го стрелкового полка. Герой Советского Союза. Звание присвоено 18.05.1943 за отвагу, проявленную в боях под Сталинградом (с 23 по 27.01.1943 года при наступлении роты в районе села Песчанка)
- Ромаев, Гаяз Галазкарович, лейтенант, командир взвода разведчиков 128-го стрелкового полка. Герой Советского Союза. Звание присвоено 10.01.1944 за отвагу, проявленную в боях под Сталинградом.
- Фефилов, Яков Корнилович, связной командира роты автоматчиков 106-го стрелкового полка, старший сержант. Герой Советского Союза. Звание присвоено 27.08.1943 за отвагу, проявленную в боях под Сталинградом (с 23 по 27.01.1943 года при наступлении роты в районе села Песчанка)